# 跨膜結構域
跨膜結構域(Transmembrane domain)通常表示跨膜蛋白的單個α螺旋的跨膜區段。更廣泛地說，跨膜結構域是任何跨膜蛋白質結構域。

## 跨膜螺旋的鑑定
跨膜螺旋在通過X射線衍射確定的膜蛋白結構中可見。它們也可以基於疏水性尺度來預測。因為雙層磷脂質的內部和大多數已知結構的蛋白質的內部是疏水的，所以推測跨越膜的氨基酸也必須是疏水的。但是，離子幫浦和離子通道在通常非極性的跨膜片段中也包含許多帶電和極性殘基。
使用疏水性分析預測跨膜螺旋，可以依次預測蛋白質的“跨膜拓撲”。即預測其哪些部分突出進入細胞，哪些部分突出以及蛋白鏈穿過膜的次數。

## 例子
四跨膜蛋白具有4個保守的跨膜結構域。